# 呼野駅
呼野駅（よぶのえき）は、福岡県北九州市小倉南区大字呼野にある、九州旅客鉄道（JR九州）日田彦山線の駅である。駅番号はJI09。

## 歴史
- 1915年（大正4年）4月1日：小倉鉄道の駅として開設[2][3]。
- 1943年（昭和18年）5月1日：小倉鉄道が戦時買収され、鉄道省の駅となる[2][4]。
- 1969年（昭和44年）10月1日：貨物取扱廃止、同時に日本セメント（現・太平洋セメント）専用線廃止[2]。
- 1971年（昭和46年）10月20日：荷物扱い廃止[5]。駅員無配置駅となる[6]。
- 1983年（昭和58年）：スイッチバック廃止[1][3]。
- 1987年（昭和62年）4月1日：国鉄分割民営化によりJR九州に移管[2][7]。

## 駅構造
単式ホーム1面1線を有する地上駅。木造駅舎があったが1990年代に撤去され、現在はホームと待合所のみとなっている。かつては福岡県内で唯一スイッチバックが存在した。これは田川方面との間の金辺峠（きべとうげ）までが17‰の勾配だったため、当駅を発車する蒸気機関車が牽引する列車は一旦400m程後退して加速していたが、1970年代に列車が全てディーゼル機関車や気動車に交代したため1983年に廃止された。
無人駅である。JRの特定都区市内制度における「北九州市内」の駅であり、日田彦山線においては、当駅が最も南となる。

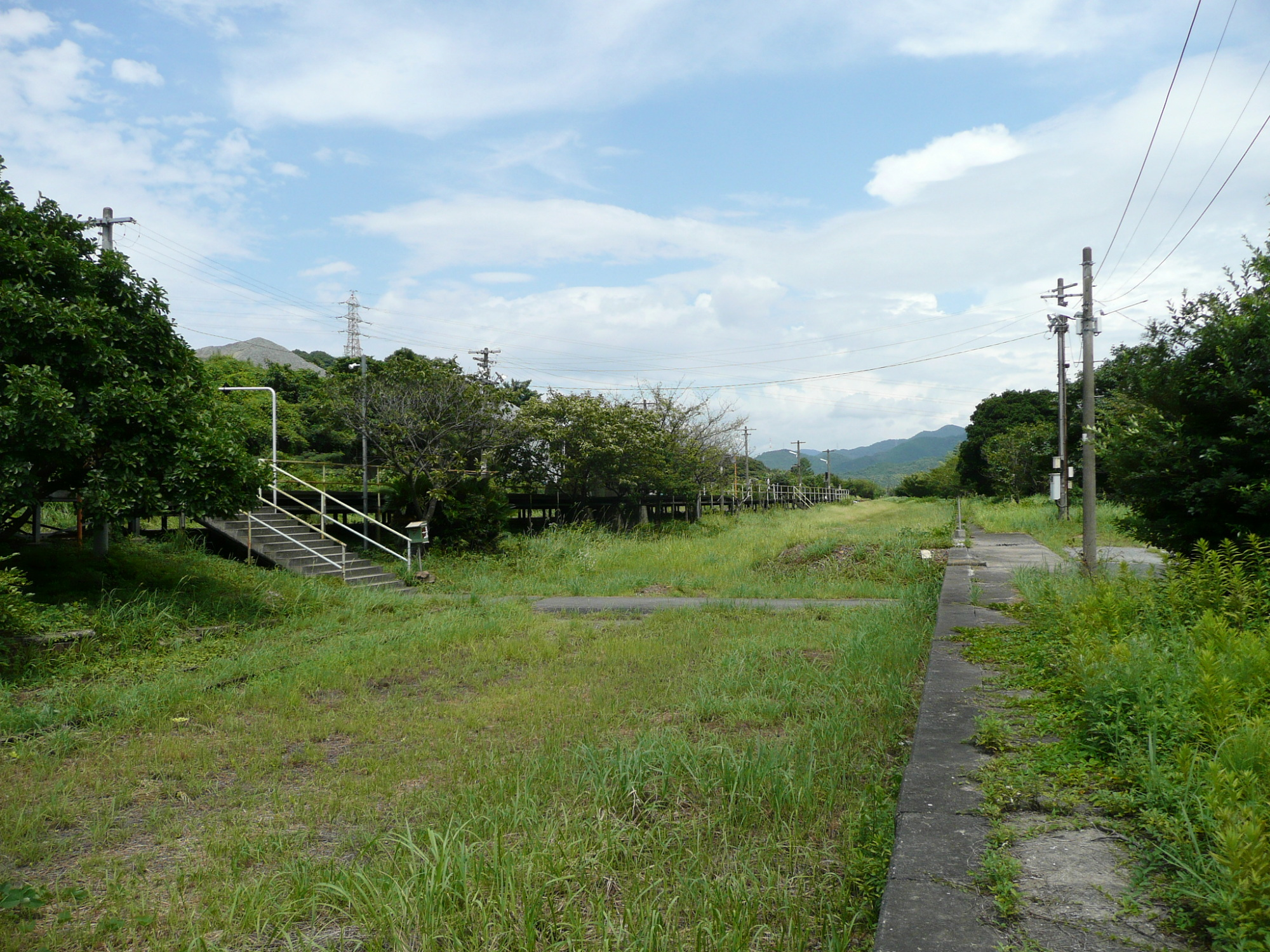
現ホームと旧ホーム
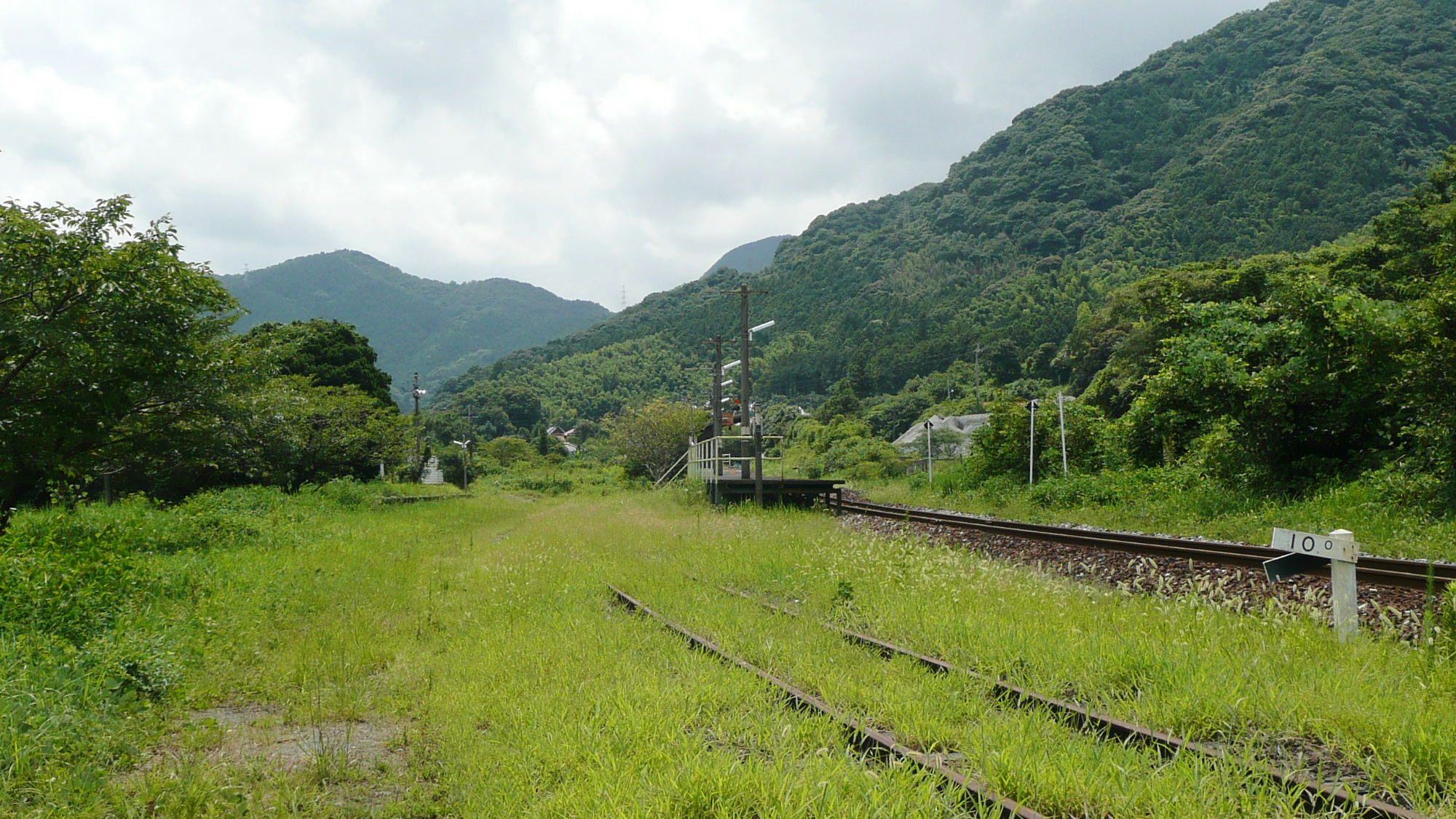
本線と旧ホームの分岐点
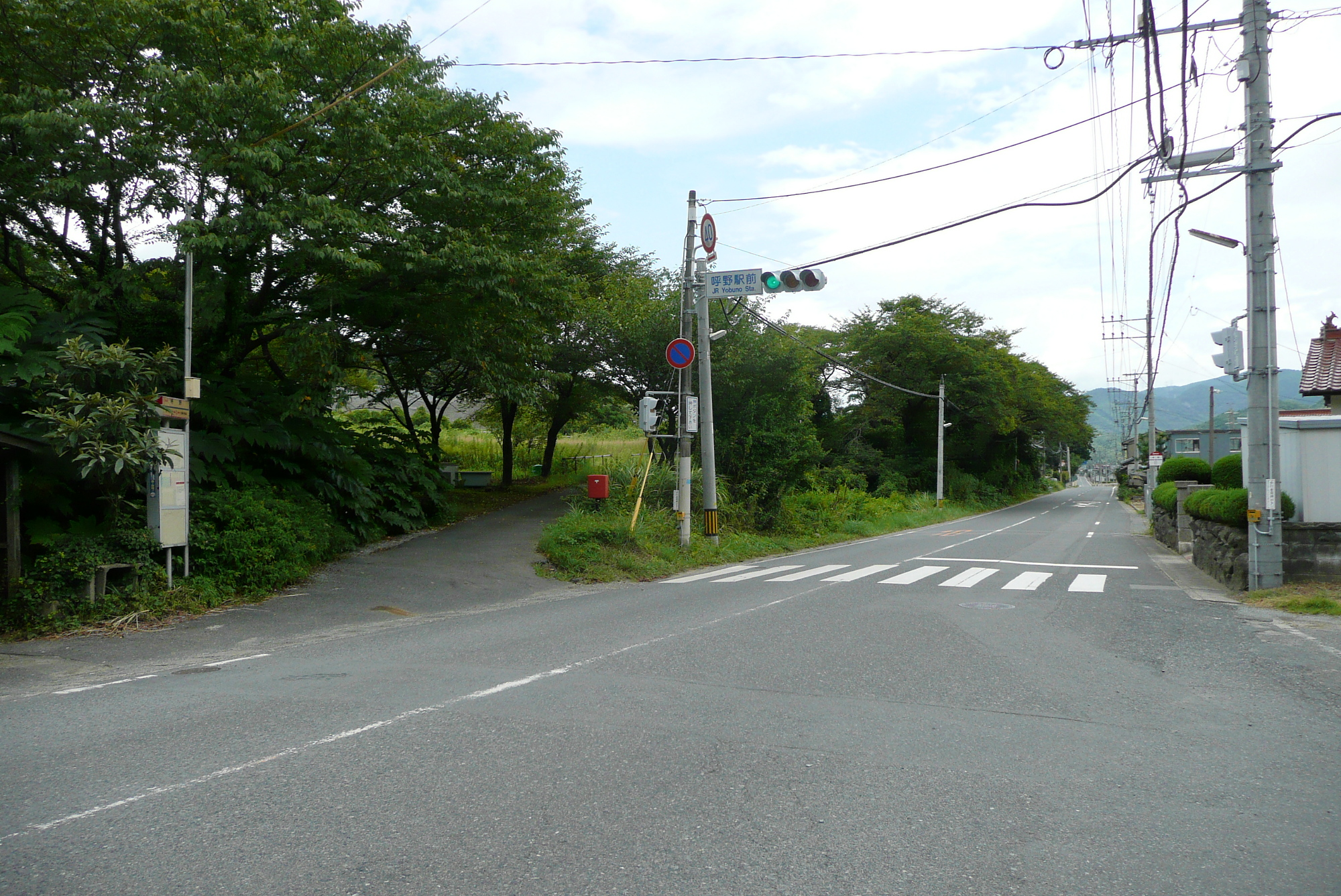
駅入口

## 利用状況
2016年度の1日平均乗車人員は80人である。
| 乗車人員推移 | 乗車人員推移 |
| 年度         | 1日平均人数  |
| ------------ | ------------ |
| 2000年       | 136          |
| 2001年       | 139          |
| 2002年       | 121          |
| 2003年       | 125          |
| 2004年       | 127          |
| 2005年       | 130          |
| 2006年       | 118          |
| 2007年       | 103          |
| 2008年       | 100          |
| 2009年       | 89           |
| 2010年       | 90           |
| 2011年       | 88           |
| 2012年       | 94           |
| 2013年       | 92           |
| 2014年       | 86           |
| 2015年       | 83           |
| 2016年       | 80           |

### 輸送量・収入
| 年度 | 小倉鉄道   | 小倉鉄道     | 小倉鉄道   | 小倉鉄道   |
| 年度 | 旅客（人） | 貨物（トン） | 旅客（円） | 貨物（円） |
| ---- | ---------- | ------------ | ---------- | ---------- |
| 1924 | 34,383     | 160,210      | 7,466      | 111,275    |
| 1928 | 31,163     | 247,804      | 6,556      | 179,585    |
| 1931 | 19,091     | 187,789      | 3,854      | 94,000     |
| 1935 | 21,893     | 327,264      | 3,314      | 173,916    |

- 福岡県統計書各年度版より

## 駅周辺
- 三菱マテリアル 東谷鉱山
- 国道322号
- 北九州市立市丸小学校
- 普門寺
- 円龍寺
- 大泉寺
- 大山神社

## 隣の駅
九州旅客鉄道（JR九州）
 日田彦山線
■快速
通過
■普通
石原町駅 (JI08) - 呼野駅 (JI09) - 採銅所駅 (JI10)